# اغبلاغ علیا (تکاب)
اغبلاغ علیا، روستایی از توابع بخش تخت سلیمان شهرستان تکاب در استان آذربایجان غربی ایران است.

## جمعیت
این روستا در دهستان چمن قرار دارد و براساس سرشماری مرکز آمار ایران در سال ۱۳۸۵، جمعیت آن ۳۲۰ نفر (۷۲ خانوار) بوده‌است.